# Georges Vivent
Georges Vivent, né le 21 janvier 1871 à Toulouse, ville où il est mort le 5 mai 1949, est un sculpteur français.

## Biographie
Formé à l'École des beaux-arts de Toulouse, Georges Vivent expose régulièrement au Salon des artistes français de 1901 à 1914 et au Salon des artistes méridionaux. Il est l'un des fondateurs de la Société des Artistes Méridionaux, il en sera le trésorier puis le président de 1920 à 1949. Il enseigne à l'Académie Tolosa qu'il a fondée en 1904, une école libre dont l'enseignement est basé sur le modèle vivant. À partir de 1923 il devient professeur à l'École des beaux-arts de Toulouse.

## Œuvres
Georges Vivent a réalisé de nombreux monuments aux morts et des bustes et statues qui ornent des bâtiments et jardins publics toulousains.
- L'Anric del Busca, Musée des Augustins, avant 1906
- Les Hâleurs, Musée des Augustins, 1909
- Cartouches du fronton au-dessus de l'entrée de la bibliothèque municipale de Toulouse, 1935

### Monuments aux morts

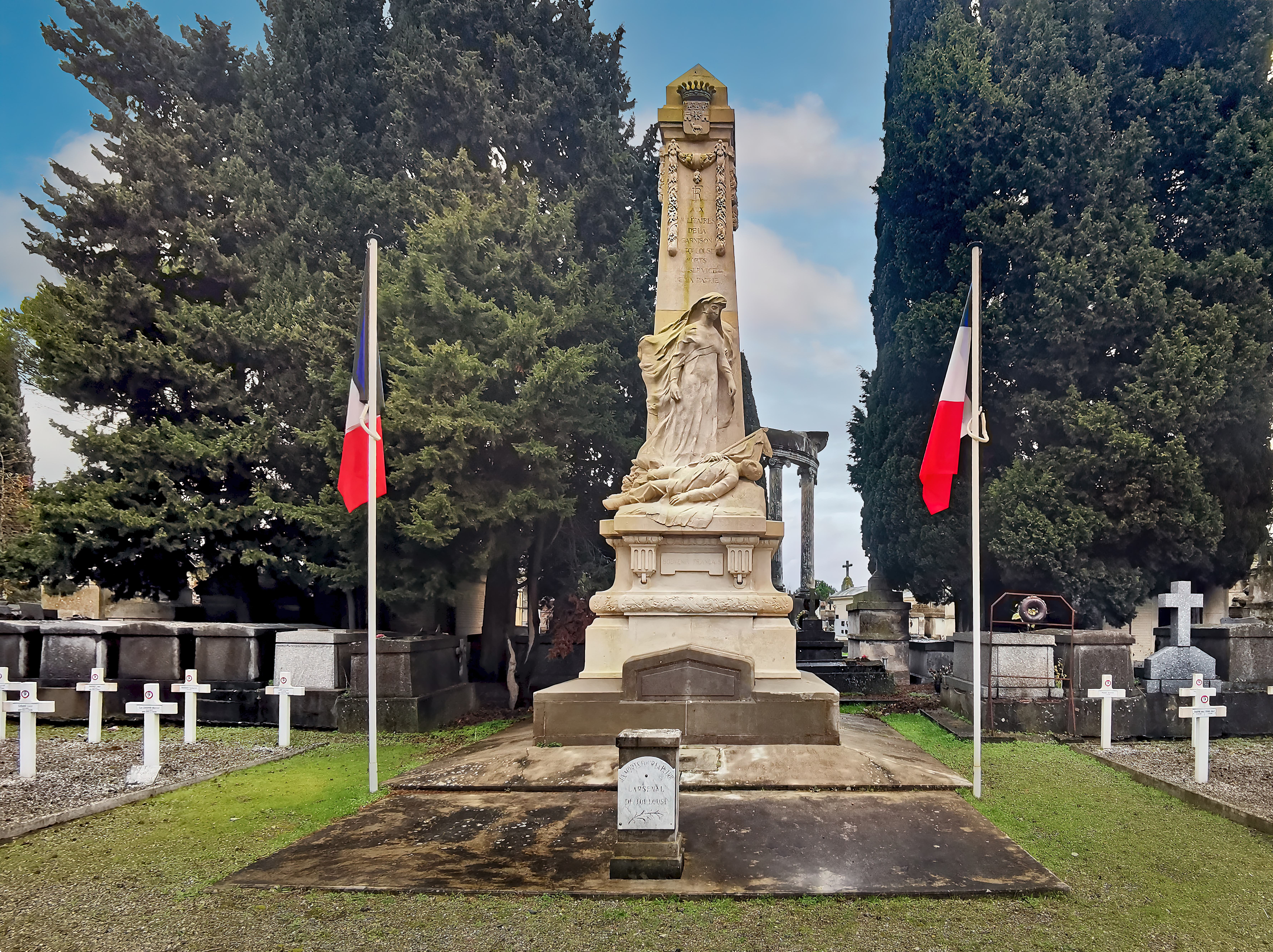
Monument du Souvenir français à Toulouse.
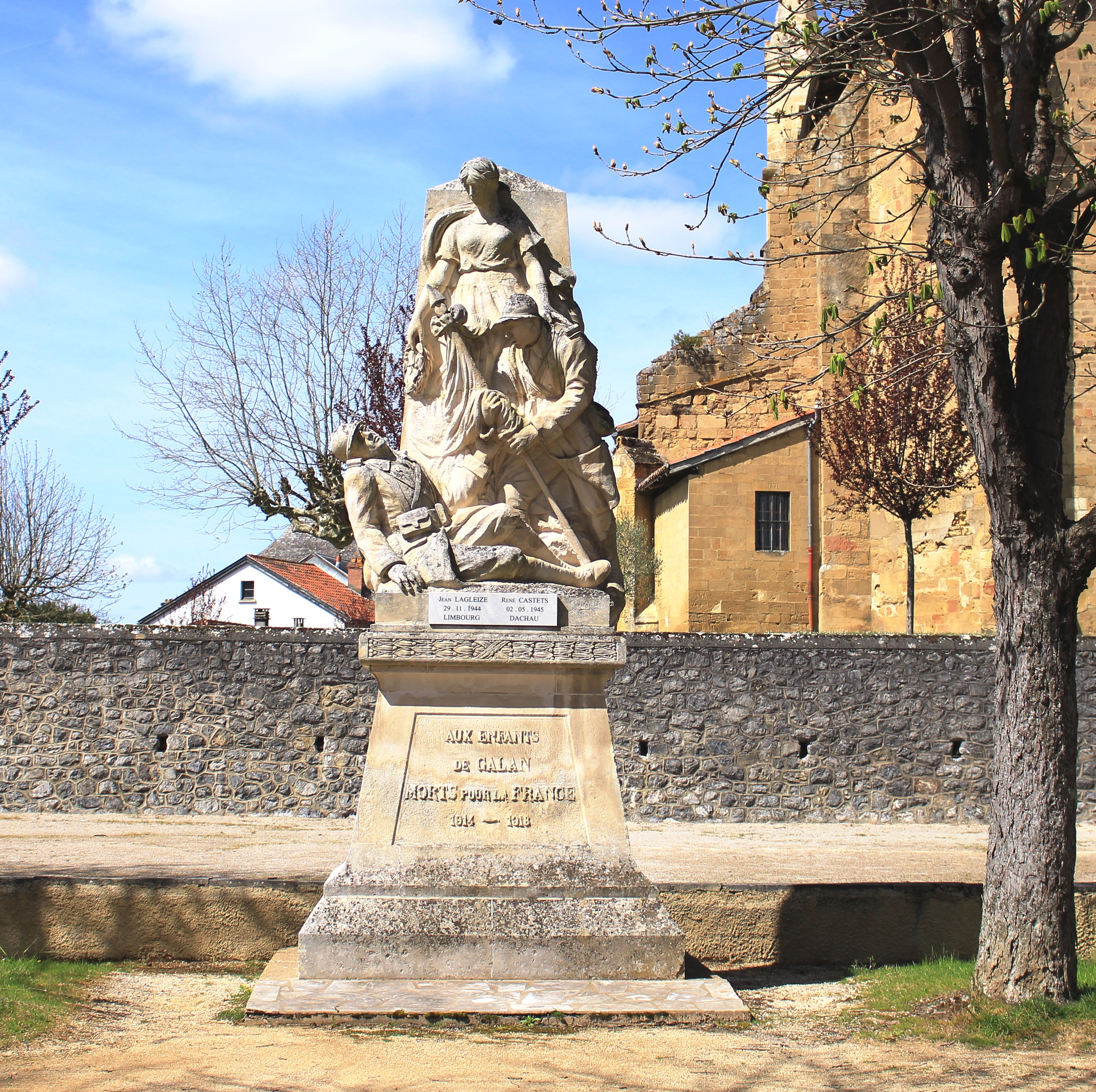
Le monument aux morts municipal de Galan.

- Hautes-Pyrénées :
  - Monument aux morts de Galan